# Antoni Ramallets
Antoni Ramallets (1. července 1924 Barcelona – 30. července 2013 Vilafranca del Penedès) byl španělský fotbalový brankář a trenér katalánského původu. Patří k nejlepším gólmanům a legendám FC Barcelony. Za španělskou reprezentaci odchytal 35 zápasů. Španělsko reprezentoval na MS 1950. Zemřel 30. července 2013 ve věku 89 let ve městě Vilafranca del Penedès.

## Klubová kariéra
Svou kariéru otevřel v malém andaluském klubu San Fernando v roce 1942. V roce 1944 přestoupil do druholigového klubu RCD Mallorca, se kterým získal 11. a 8. místo ve druhé lize. V Mallorce odchytal 39 zápasů. V roce 1946 přestoupil do FC Barcelona, ale hned první sezónu strávil na hostování v třetiligovém Realu Valladolid a s Valladolidem vyhrál 3. ligu a postoupil do 2. ligy. Po postupu s Valladolidem se vrátil do Barcelony, kde zůstal až do konce kariéry. Hned v první sezóně po hostování (1947/48) vyhrál s Barcelonou titul v LaLize. V následující sezóně Barcelona titul obhájila. V sezóně 1950/51 získal s Barcelonou Copa del Rey. Následující sezónu získal s Barcelonou double a k tomu ještě získal Zamorovu trofej pro nejlepšího brankáře LaLigy. Příští sezónu double Barcelona obhájila. V sezónách 1955/56 a 1956/57 získal opět Zamorovu trofej a ve druhé jmenované sezóně ještě vyhrál s Barcelonou Copa del Rey. V roce 1958 slavil s Barcelonou vítězství ve Veletržním poháru. Po V sezóně 1958/59 získal opět double a také Zamorovu trofej. V sezóně 1959/60 Barcelona obhájila titul a Ramallets obhájil prvenství v Zamorově trofeji. V roce 1960 se radoval opět z vítězství ve Veletržním poháru. V sezóně 1961/62 došel s Barcelonou do finále Veletržního poháru, kde padli s Valencií po součtu z obou finálových zápasů 3:7. Po této sezóně ukončil svou hráčskou činnost. Celkově se tedy radoval 6x z vítězství v LaLize, 5x z vítězství v Copa del Rey, 2x z vítězství ve Veletržním poháru a 5x z vítězství v boji o Zamorovu trofej (společně s Víctorem Valdésem je rekordmanem v počtu vítězství této individuální trofeje). Celkově odehrál za Barcelonu 288 zápasů.

## Reprezentační kariéra
Celkově Španělsko reprezentoval v 35 zápasech. Účastnil se pouze jedné velké mezinárodní akce a to MS 1950. Na této akci také zapsal reprezentační debut v zápase proti Chile a vychytal nulu. Ve skupině se účastnil zápasu proti Anglii, kde vychytal také nulu a Španělsko vyhrálo 1:0. Díky jeho výkonům v zápase proti Anglii přišel ke své přezdívce „El Gato de Maracana“ (v překladu do češtiny: „kočka z Maracany“). Poté si dvakrát zachytal ve finálové skupině. Nejprve proti Uruguayi, proti které inkasoval dvakrát a Španělé remizovali 2:2 a poté proti domácím Brazilcům, kde inkasoval šestkrát a Španělé prohráli vysoko 1:6. Z MS odjížděl nakonec bez medaile, protože Španělé skončili na 4. místě. Svůj poslední zápas odchytal za Španěly proti Walesu v roce 1961 v kvalifikaci na MS 1962 a utkání skončilo 1:1. Španělé sice na MS postoupili, ale Ramallets si na něm nezachytal, protože ukončil kariéru. 7x ještě reprezentoval v neoficiálních zápasech Katalánsko.

## Trenérská kariéra
Svoji trenérskou kariéru otevřel v sezóně 1962/63 u nováčka LaLigy Realu Valladolid a s ním získal senzační 4. místo v LaLize, což je nejlepší umístění v historii Valladolidu v LaLize. Po sezóně však v klubu skončil. Další sezónu (1963/64) převzal Real Zaragoza a s tímto klubem skončil v LaLize 4. a také v této sezóně vyhrál Copa del Rey a Veletržní Pohár. Ani toto angažmá však netrvalo dlouho, protože zde po sezóně skončil. Další sezónu trénoval Real Murcia, kde byl však už po půlce sezóny vyměněn. V sezóně 1965/66 se vrátil do Valladolidu, kde začínal svou trenérskou kariéru. Když zde však byl poprvé, tak byl Valladolid ještě v LaLize, když zde šel trénovat podruhé, tak Valladolid už působil v LaLize2. S Valladolidem nakonec získal 4. místo ve 2. lize a nepostoupil do LaLigy. Po sezóně zde skončil. Na sezónu 1966/67 se stal lodivodem CD Logroñes, nováčka 2. nejvyšší španělské soutěže, s CD Logroñes se nakonec v LaLize2 neudržel a po 15. místě spadli zpět do 3. ligy. Po sezóně zde své působení ukončil. Po roční pauze převzal v druhé polovině sezóny 1967/68 Hércules CF, protože byli ohroženi sestupem do 3. nejvyšší soutěže, Ramalletsovi se však nepodařilo udržet Hércules CF ve 2. lize a spadl s ním do 3. ligy. Další sezónu (1968/69) trénoval nováčka 2. ligy Elche CF Ilicitano, s týmem skončil na 16. místě a po úspěšné baráži se mu povedlo tým ve 2. lize zachránit, poté zde však své působení ukončil a tímto angažmá ukončil svou trenérskou kariéru, jelikož bylo jeho posledním.